# 余寬 (正德進士)
余寬（1477年—？），字仲栗，號約中，浙江台州府臨海縣人，匠籍，明朝政治人物。

## 生平
弘治十七年（1504年）甲子科浙江鄉試第四十七名舉人，正德六年（1511年）中式辛未科進士。历官吏部文选司郎中，嘉靖三年（1524年）左順門事件被逮入狱，謫戍海南。五年（1526年）以御史谢汝仪言放归，卒于家。隆庆改元，褒錄先朝直言诸臣，复余寬职，赠大理寺卿。

## 家族
曾祖余彥信；祖父余允英；父余銑，母楊氏；繼母陳氏。具慶下。弟余宙、余宰、余浦、余洲、余沼、余海。